# Liên đoàn Khoa học Vô tuyến Quốc tế
Liên đoàn Khoa học Vô tuyến Quốc tế hay Liên đoàn Quốc tế về Khoa học Vô tuyến, viết tắt theo tiếng Anh là URSI (International Union of Radio Science) là một tổ chức phi chính phủ phi lợi nhuận quốc tế hoạt động trong lĩnh vực nghiên cứu Khoa học sóng Radio và ứng dụng của nó.
URSI thành lập năm 1919, là thành viên liên hiệp khoa học của Hội đồng Khoa học Quốc tế (ISC) , và của Hội đồng Quốc tế về Khoa học (ICSU) trước đây.

## Mục tiêu
Khoa học Radio bao gồm các kiến thức và nghiên cứu tất cả các khía cạnh của trường điện từ và sóng. URSI chịu trách nhiệm về việc khuyến khích và phối hợp trên quy mô quốc tế các nghiên cứu, ứng dụng, trao đổi khoa học, và giao tiếp trong các lĩnh vực khoa học radio.
- Khuyến khích và thúc đẩy các hoạt động quốc tế trong khoa học radio và các ứng dụng của nó, vì lợi ích của nhân loại;
- Khuyến khích việc áp dụng các phương pháp đo lường thông thường, đối chiếu lẫn nhau, chuẩn hoá các dụng cụ đo lường được sử dụng trong đo lường khoa học;
- Kích thích và nghiên cứu phối hợp của:
  - Các khía cạnh khoa học của viễn thông bằng sóng điện từ, hướng dẫn và không điều khiển;
  - Phát và truyền dẫn, tiếp nhận tín hiệu, và dò tìm các trường và sóng, và việc xử lý các tín hiệu nhúng trong chúng.
- Đại diện cho khoa học radio trong công chúng nói chung, và các tổ chức công cộng và tư nhân.

## Tổ chức
URSI có ban điều hành và các Ban chuyên môn về các lĩnh vực xác định.
| Ban   | Tên                                           | Tên tiếng Anh                                    |
| ----- | --------------------------------------------- | ------------------------------------------------ |
| Ban A | Đo lường điện                                 | Electromagnetic Metrology                        |
| Ban B | Trường và Sóng                                | Fields and Waves                                 |
| Ban C | Hệ thống Thông tin Vô tuyến và Xử lý Tín hiệu | Radiocommunication Systems and Signal Processing |
| Ban D | Điện tử và Quang tử                           | Electronics and Photonics                        |
| Ban E | Môi trường Điện từ và Nhiễu                   | Electromagnetic Environment and Interference     |
| Ban F | Truyền sóng và Viễn thám                      | Wave Propagation and Remote Sensing              |
| Ban G | Radio và Truyền sóng tầng Điện ly             | Ionospheric Radio and Propagation                |
| Ban H | Sóng trong plasma                             | Waves in Plasmas                                 |
| Ban J | Thiên văn học Vô tuyến                        | Radio Astronomy                                  |
| Ban K | Điện từ trong Sinh học và Y học               | Electromagnetics in Biology and Medicine         |

Một số ban của URSI đang tham gia dự án quốc tế hợp tác với các cơ quan quốc tế khác, ví dụ như với Ủy ban Nghiên cứu Vũ trụ (COSPAR) trong dự án International Reference Ionosphere.

## Hoạt động
URSI tổ chức Đại hội (General Assembly) ba năm một kỳ. Đại hội thứ 32 tổ chức ở Montreal, Canada từ 19 đến 26 tháng 8 năm 2017. Các Đại hội nêu trong danh sách sau:
- 2020:  Rome
- 2017:  Montreal
- 2014:  Bắc Kinh
- 2011:  Istanbul
- 2008:  Chicago
- 2005:  New Delhi
- 2002:  Maastricht
- 1999:  Toronto
- 1996:  Lille
- 1993:  Kyoto
- 1990:  Prague
- 1987:  Tel Aviv
- 1984:  Florence
- 1981:  Washington DC
- 1978:  Helsinki
- 1975:  Lima
- 1972:  Warsaw
- 1969:  Ottawa
- 1966:  Munich
- 1963:  Tokyo
- 1960:  London
- 1957:  Boulder
- 1954:  The Hague
- 1952:  Sydney
- 1950:  Zurich
- 1948:  Stockholm
- 1946:  Paris
- 1938:  Venice
- 1934:  London
- 1931:  Copenhagen
- 1928:  Brussels
- 1927:  Washington DC
- 1922:  Brussels

## Xuất bản
- Radio Science Bulletin Lưu trữ ngày 19 tháng 9 năm 2016 tại Wayback Machine là tạp chí URSI xuất bản hàng quý, đăng tải các nghiên cứu khoa học thuộc lĩnh vực quan tâm của 10 ban nói trên.
- URSI Newsletter Lưu trữ ngày 2 tháng 1 năm 2016 tại Wayback Machine là phương tiện trao đổi giữa các nhà khoa học URSI [10].